# Битва при Жарнуве
Битва при Жарнуве (польск. Bitwa pod Żarnowem) — сражение, произошедшее 16 сентября 1655 года между армиями Польши и Швеции во время Северной войны.

## Предыстория
Шведская армия захватила Варшаву в начале сентября 1655 года, после того как польская столица была покинута королем Яном II Казимиром. Вскоре после этого шведы начали преследовать польские войска, которые отступили на юг. 9 сентября возле Иновлодзя подразделение под командованием Стефана Чарнецкого атаковало шведскую арьергардную армию из 500 человек под командованием Джорджа Форгелла. Полякам удалось убить около 200 шведов, но это не остановило наступление захватчиков.
Шведская армия продолжила марш на юг, захватив и предав огню города Иновлодзь, Джевица и Одживул. 12 сентября началась осада Опочно. Город, в котором не было современных укреплений, быстро капитулировал и был почти полностью разрушен, осталось только 20 домов. Аналогичная судьба ожидала и другие местные города: в Джевице осталось только 21 дом и только 22 в Одживоле. Местные жители были потрясены варварством шведских захватчиков, так как северо-западный угол Малой Польши не подвергался такому огромному разрушению со времен монгольского вторжения в XIII веке.
В начале сентября 1655 года польские войска, верные Яну II Казимиру, сосредоточились возле Вольбужа. Карл Густав решил противостоять им, оставив Варшаву 12 сентября. Польские части в Вольбуже состояли в основном из шляхетского ополчения из Мазовии и северной Малой Польши, которое не шло ни в какое сравнение с опытными шведскими наемниками. Поскольку моральный дух среди поляков был низким, Ян Казимир планировал отступить к Кракову. Шляхта не согласилась с этим планом, требуя сражаться с захватчиками возле их домов.
15 сентября коронное войско и ополчение, насчитывающие около 12 000 человек, достигли Жарнува, где польский король решил лично встретиться с Карлом Густавом. Шведская армия была такой же силы, но с большим количеством пехоты и 40 артиллерийских орудиями против шести польских пушек.

## Силы сторон
Польская армия насчитывала 3—4 тысяч ополчения, около тысячи драгун, 6 тысяч кавалеристов и шесть легких орудий. У Карла Густава 4—5 тысяч пехоты, 400 драгун, 6 тысяч кавалерии и 40 орудий (преимущественно крупного калибра).

## Ход битвы
Битва началась с неожиданной атаки польской армии. Карл Густав, контратаковав, бросил вперед пехоту и артиллерию и начал медленно подниматься на гору, где закрепились поляки. Польская армия пытались атаковать сверху, чтобы заставить шведов отступить, но преимущество противника в артиллерии не позволило реализовать этот замысел. Не выдержав давления шведских войск, Ян Казимир дал приказ к отступлению, однако шведы начали преследование. Некоторые польские солдаты, которые были захвачены в плен, перешли в ряды шведской армии. Часть армии Стефана Чарнецкого и короля Яна Казимира отступила в Краков. Прикрытием отступления командовал гетман польный коронный Станислав Лянцкоронский.
В результате битвы польские силы потеряли около 1000 солдат.

## Результаты
Победа шведов открыла дорогу в Малопольское воеводство. Всего поляки потеряли около 1000 человек. Остатки армии ушли к Влощове и Кракову под командованием Стефана Чарнецкого и короля Яна II Казимира. Разбитый и потерпевший поражение король 19 сентября достиг Кракова. Сначала Ян Казимир планировал любой ценой защитить древнюю польскую столицу, но передумал и покинул город, оставив его под командованием Чарнецкого. Через несколько дней польский монарх пересёк польско-силезскую границу.
Один из холмов, расположенных в Жарнуве, до сих пор называется Szwedzka Góra (Шведская гора), поскольку, согласно легенде, король Ян II Казимир наблюдал за битвой с этого холма. Сам город Жарнув был сожжен до основания шведами до такой степени, что через 21 год после битвы население Жарнува составляло всего 120, а до битвы оно достигло 1000 человек. Северо-западный угол исторической Малопольши, который до этого был процветающим, был превращен в пустыню, и вместе с другими городами в регионе, такими как Опочно, Иновлудз, Джевица и Одживул, Ларнов никогда не восстанавливался полностью: "Это не преувеличение утверждать, что катаклизм шведского потопа можно сравнить с варварством нацистов во Второй мировой войне ", - написал краевед Кшиштоф Навроцкий.